# Olho-d'Água do Borges
Olho-d'Água do Borges is een gemeente in de Braziliaanse deelstaat Rio Grande do Norte. De gemeente telt 4.578 inwoners (schatting 2009).